# Лісова опера
Лісова опера (пол. Opera Leśna, нім. Waldoper ) — амфітеатр під відкритим небом, розташований у Сопоті, Польща, місткістю 5047 місць, оркестрова яма вміщує до 110 музикантів.

## Історія
Побудований у 1909 році (коли це місце було частиною Німеччини), амфітеатр використовується для різноманітних розважальних заходів і шоу, включаючи оперні вистави та пісенні фестивалі. Після Першої світової війни та майже до кінця Другої світової війни це було місце проведення оперних фестивалів (Zoppot Festspiele), а Сопот був визнаний у всій Європі та часто називався Байройтом Півночі. У той час щороку регулярно ставилися в основному вагнерівські опери та його музичні драми .
Після Другої світової війни Балтійська державна опера щороку проводила кілька вистав у Лісовій опері між 1962 і 1977 роками («Аїда » у 1962, «Галка» у 1964, «Der Zigeunerbaron» у 1965, « Лебедине озеро » у 1968, «Летюча тварина » у 1977), а спорадично — за межами цього театру. (Тангейзер у 2000 р.).
Щороку, починаючи з 1964 року (з деякою перервою на початку 1980-х років), у Лісовій опері відбувається Міжнародний фестиваль пісні в Сопоті, заходи організовує Міністерство культури і мистецтва у співпраці з Польським мистецьким агентством (PAGART). Це була музична подія, яку транслювали на країни Східного блоку через телебачення. З 1994 року продюсером фестивалю стала Telewizja Polska (TVP).
19 липня 1991 року в «Лісовій опері» відбувся конкурс краси «Міс Польща» 1991 року, а також місце єдиного живого концерту Вітні Г’юстон у Польщі, який відбувся 22 серпня 1999 року в рамках її світового туру «Моя любов — це твоя любов». .   28 червня 2001 року Мюнхенський філармонічний оркестр під керівництвом Джеймса Левіна дав концерт у Лісовій опері.
Було зроблено спробу відновити Сопотський фестиваль Вагнера до 100-річчя створення «Лісової опери» (20 липня 2009 р.) зі спеціальною подією — єдиним концертним виконанням Das Rheingold під керівництвом Яна Латам-Коніга — вперше після кінець 1930-х років. Оголошений намір організаторів – поставити решту частин «Кільця Нібелунгів» у Сопоті (зокрема, деякі з них у Лісовій опері) протягом наступних кількох років. 
Починаючи з осені 2009 року Сопотська лісова опера зазнала масштабної реконструкції та модернізації.

## Виступи у Zoppot Festspiele

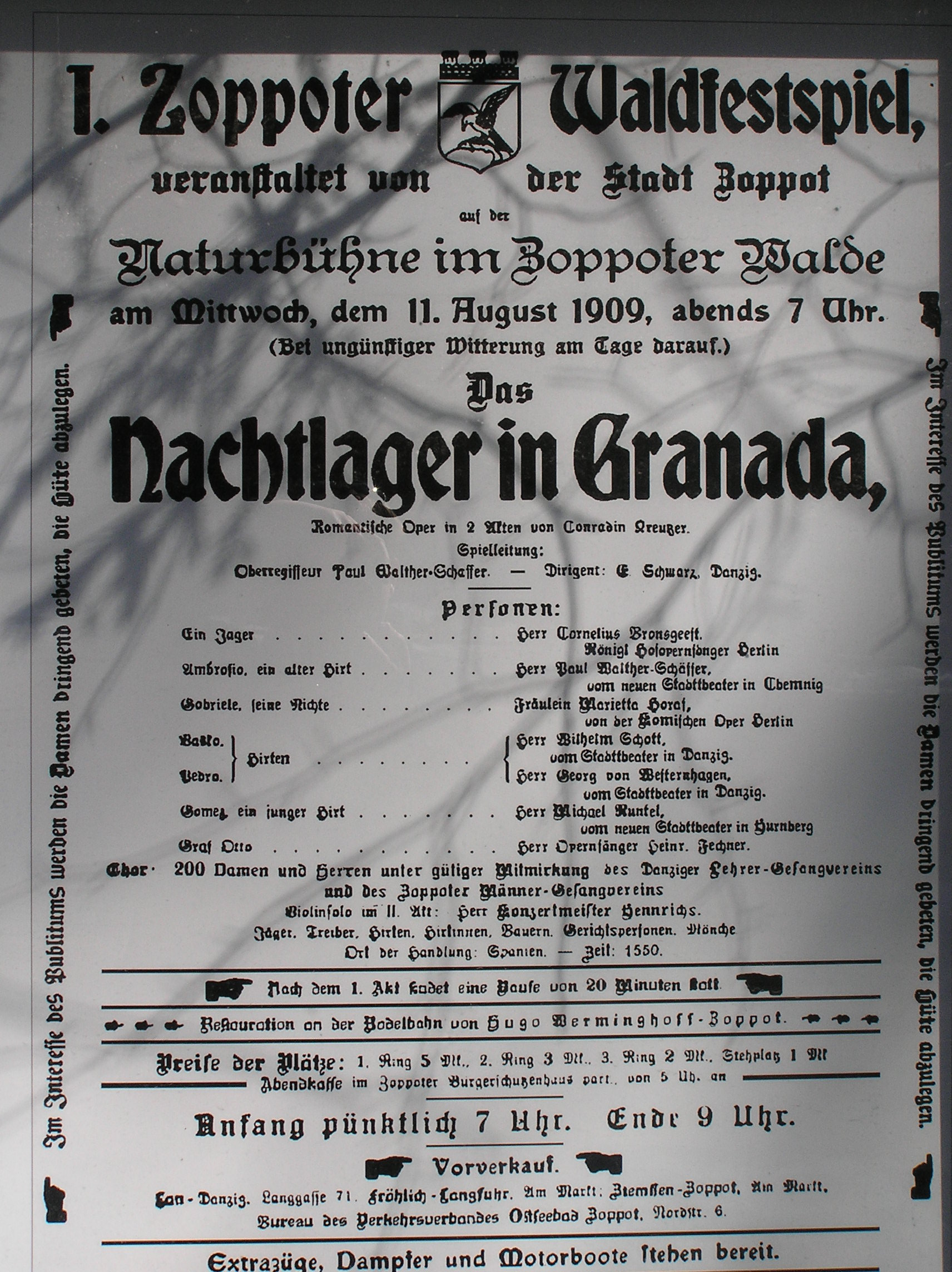
Плакат першої (1909) Zoppot Waldfestspiele